# Unión de la Izquierda
Unión de la Izquierda (en francés: 'Union de la gauche') es un término utilizado para referirse principalmente a una alianza electoral entre el Partido Socialista (PS), el Movimiento de Radicales de Izquierda (MRG) y el Partido Comunista Francés (PCF) desde 1972 hasta 1977, basado en el Programme commun que postulaba reformas principalmente económicas.
Se ha utilizado desde entonces durante varias elecciones para designar a las alianzas electorales de la izquierda.

## Historia de la coalición inicial
La Unión de la Izquierda fue representada en la elección presidencial francesa de 1974 por François Mitterrand, entonces primer secretario del Partido Socialista.
Tras el final del Programme commun, la izquierda radical tomó parte en el primer gobierno de Pierre Mauroy, y los comunistas participaron en el segundo y el tercer gobierno de Mauroy.
El término "Unión de la Izquierda" se usa para designar tanto el período del Programme commun en sí como el período entre 1981 y 1984 y terminando con el gobierno de Laurent Fabius; los comunistas posteriormente dejaron de estar asociados con el gobierno socialista.

## Alianzas electorales posteriores
El término "Unión de la Izquierda" fue utilizado de nuevo en las elecciones regionales de Francia de 2010 para designar a las listas elaboradas por el PS, el PRG, Europe Écologie y al Frente de Izquierda en la segunda ronda para enfrentar las listas de derecha.
El término se puede encontrar también para designar otras alianzas electorales de izquierda, incluido el PS, en particular durante las elecciones municipales francesas en 2014 y las elecciones regionales de 2015.